# 派恩萊夫爾 (北卡羅萊納州)
派恩萊夫爾（英語：Pine Level）是一個位於美國北卡羅萊納州約翰斯頓縣的城鎮。

## 人口
根據2020年美國人口普查的數據，派恩萊夫爾的面積為4.63平方千米，皆為陸地。當地共有人口2046人，而人口密度為每平方千米442人。